# Campomanesia reitziana

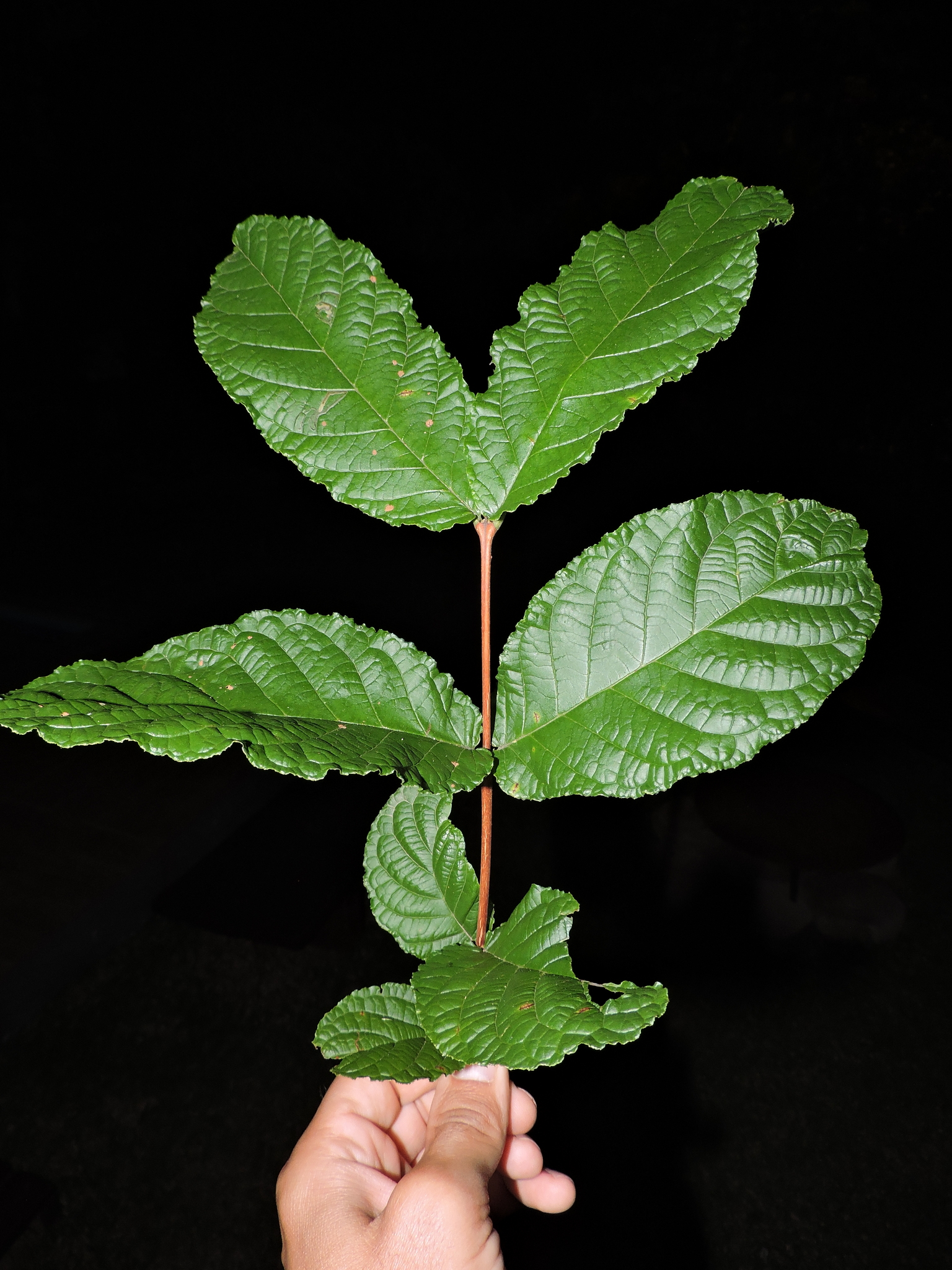
Lá của Campomanesia reitziana.

Campomanesia reitziana là một loài thực vật có hoa thuộc họ Đào kim nương. Loài này được D.Legrand mô tả khoa học đầu tiên năm 1957.